# Došeni
Dossen-Došen je hrvatsko prezime bunjevačko-ličke obitelji čiji su članovi naselili Liku te mnoge gradove u Slavoniji, Podravini i područja oko Bjelovara.
Marko Došen doselio se iz Hercegovine u Liku 1645. godine. Poginuo je u borbi s Turcima na Takalicama kod Brušana. Ostavio je iza sebe tri sina, od kojih je najpoznatiji bio Dujam Došen, krajiški kapetan i vojvoda, koji je zbog svojih doprinosa u borbi protiv Turaka u Lici nagrađen plemstvom.
Najpoznatiji članovi ove obitelji su: austrijski i francuski časnik Petar pl. Došen od Bilaj-grada, njegov brat podmaršal Antun Došen i sin brigadni general Lavoslav Došen. Petar i Antun su praunuci Dujma Došena. Jedan od poznatih Došena je Marko Došen, pravaš i predsjednik Hrvatskog državnog sabora i njegov sin Ante Došen. Zatim su tu: glazbeni aranžer i producent Mato Došen, iseljenički publicist Zvonimir Došen, književnik Vid Došen, pjevačica (zabavna glazba i opera, dobitnica Porina) Blanka Došen, znanstvenica Ana Došen-Dobud, odvjetnik Velimir Došen i dr. Francuska i hrvatska spisateljica Cvijeta Grospić pisala je pod pseudonimom Flora Dosen. Majka joj se djevojački prezivala Došen.
U okolici Karlobaga postoje napuštena sela bez stanovnika: Došen Dabar, Došen Duliba, Došen Ruja, Došen-Plana i Došeni. Posljednji pogreb bio je 1974. godine, nakon čega je stanovništvo rastjerano jer je pomagalo u sakrivanju hrvatskog oružanog gerilskog dvojca Matičević – Prpić.